# Mikałaj Żuk
Mikałaj Mikałajewicz Żuk (biał. Мікалай Мікалаевіч Жук, ros. Николай Николаевич Жук, Nikołaj Nikołajewicz Żuk; ur. 10 kwietnia 1955 w Koniuchach w rejonie grodzieńskim) – białoruski ekonomista i polityk, w latach 1997–2000 członek Rady Republiki Zgromadzenia Narodowego Republiki Białorusi I kadencji.

## Życiorys
Urodził się 10 kwietnia 1955 roku we wsi Koniuchy, w rejonie grodzieńskim obwodu grodzieńskiego Białoruskiej SRR, ZSRR. W 1977 roku ukończył Białoruski Państwowy Instytut Gospodarki Narodowej, uzyskując wykształcenie ekonomisty. W 1990 roku ukończył Mińską Wyższą Szkołę Partyjną. W latach 1978–1981 pracował jako ekonomista, starszy ekonomista i kierownik sekcji zatrudnienia i płac w Zjednoczeniu Produkcyjnym Obróbki Drewna „Bobrujskdrew”. W latach 1981–1991 pracował jako instruktor, kierownik wydziału przemysłowo-transportowego, II sekretarz i I sekretarz Bobrujskiego Komitetu Miejskiego Komunistycznej Partii Białorusi. W latach 1992–1993 pełnił funkcję zastępcy dyrektora generalnego ds. ekonomii Bobrujskich Warsztatów Eksperymentalnych Kombinatu Budownictwa Mieszkaniowego. W latach 1993–1995 pracował jako główny księgowy Zjednoczenia Produkcyjnego „Bobrujskmiebiel”. Od 1995 roku był zastępcą przewodniczącego Mohylewskiego Obwodowego Komitetu Wykonawczego.
13 stycznia 1997 roku został członkiem nowo utworzonej Rady Republiki Zgromadzenia Narodowego Republiki Białorusi I kadencji. Od 22 stycznia pełnił w niej funkcję członka, a potem zastępcy przewodniczącego Komisji ds. Gospodarki, Budżetu i Finansów. Jego kadencja w Radzie Republiki zakończyła się 19 grudnia 2000 roku.